# Western Sydney Wanderers FC
Western Sydney Wanderers FC (celým názvem Western Sydney Wanderers Football Club) je australský fotbalový klub ze západní části Sydney, který působí v australské lize A-League pod licencí Australské fotbalové federace (Football Federation Australia, FFA). Klub byl založen v roce 2012 a svoje domácí utkání hraje na stadionu Parramatta Stadium s kapacitou 21 427 diváků.
Klubové barvy jsou červená a černá.

## Historie
Klub Western Sydney Wanderers FC byl založen v západní části australského města Sydney v dubnu 2012. Ve své první sezóně 2012/13 vyhrál základní část A-League (tzv. Premiership, v playoff části o celkového vítěze pak podlehl ve finále týmu Central Coast Mariners FC).
V roce 2014 vyhrál poprvé asijskou Ligu mistrů AFC (Austrálie je členem konfederace AFC), ve finále zdolal saúdskoarabský tým Al-Hilal FC ve dvojzápase 1:0 a 0:0.

## Úspěchy
Domácí
- 1× vítěz základní části (Premiership) A-League (2012/13)

Mezinárodní
- 1× vítěz Ligy mistrů AFC (2014)